# Novelda (kommun)
Novelda är en kommun i Spanien.   Den ligger i provinsen Provincia de Alicante och regionen Valencia, i den sydöstra delen av landet, 300 km sydost om huvudstaden Madrid. Antalet invånare är 26 692. Arean är 76 kvadratkilometer. Novelda gränsar till Petrer och franskspråkiga Wikipedia. 
Terrängen i Novelda är kuperad åt nordväst, men åt sydost är den platt.